# Fairmont, Illinois
Fairmont là một nơi ấn định cho điều tra dân số thuộc quận Will, tiểu bang Illinois, Hoa Kỳ. Năm 2010, dân số của nơi ấn định cho điều tra dân số này là 2459 người.

## Dân số
Dân số qua các năm:
- Năm 2000: 2563 người.
- Năm 2010: 2459 người.